# فرانسوا مارك (سياسي)
فرانسوا مارك (بالفرنسية: François Marc)‏ هو سياسي فرنسي، ولد في 19 مارس 1950 في فرنسا. حزبياً، نشط في الحزب الاشتراكي. وقد انتخب عضو المجلس العام ‏ فنستير عن دائرة canton of Ploudiry ‏ (3 أكتوبر 1988 – 29 مارس 2015) وانتخب عضو مجلس الشيوخ الفرنسي عن دائرة فنستير وقد انضم خلال فترته النيابية (27 سبتمبر 1998 – 24 سبتمبر 2017) للكتلة البرلمانية Socialist group in the Senate ‏ وانتخب رئيس بلدية ‏ La Roche-Maurice ‏ (13 مارس 1983 – 18 مارس 2001).